# Greenbeats
Greenbeats (Eigenschreibweise: greenbeats) ist ein Percussion-Ensemble aus Osnabrück in Deutschland.

## Geschichte
Gegründet wurde die Percussion-Band im Jahr 2006 zunächst in Hagen a.T.W., in 2012 zog der Sitz der Band nach Wallenhorst (ebenfalls in der direkten Nähe von Osnabrück) um. Seit der Gründung wächst die Anzahl und Größe der Konzerte stetig an. Höhepunkte der Karriere sind eine gemeinsame Tournee mit DJ BoBo in 2017 oder Fernsehauftritte bei Das Supertalent, bei Willkommen bei Carmen Nebel und im ZDF-Fernsehgarten. Am 12. Oktober 2019 berichtete das NDR Fernsehen in der Sendung DAS! über ein Konzert des Ensembles.
Seit 2019 ist Greenbeats mit einem Konzertprogramm auf Tournee, auf der die Band eine reine Percussion-Show spielt. Während der COVID-19-Pandemie spielte Greenbeats einige Open-Air-Konzerte. Seit 2022 spielt die Band zusätzlich das Programm „Orchestral Explosion“ zusammen mit einem 40-köpfigen Symphonieorchester. 2023 war die Band gemeinsam mit DJ Bobo anlässlich seines 30-jährigen Bühnenjubiläums auf Tournee in Deutschland, Schweiz und Österreich. Auch im Jahr 2024 gaben Greenbeats deutschlandweit zahlreiche Konzerte. Für 2025 ist die „Light it Up!“ Tournee durch Deutschland, Österreich und die Niederlande angekündigt.
Die Band wird musikalisch geleitet von Timm Pieper, einem der Mitbegründer. Timm Pieper schreibt das Musikprogramm für die Band.

## Stil
Markenzeichen der Band sind die neongrünen Drums, auf denen die Musiker spielen. Die Auftritte von Greenbeats bestehen aus einer Mischung von Drum-Performance und Effekten in Form von Choreografien oder Licht- und Pyrotechnik.
Die Band spielt Percussion- bzw. Drum-Shows. Zu weltweiter Bekanntheit kamen Greenbeats durch die Erfindung der Drum-Oktagons, eine besondere Anordnung von acht Trommeln in Form eines Achtecks. Das zunächst auf Facebook, später auf Youtube veröffentlichte Video mit einer Performance auf drei Drum-Oktagons wurde rund 15.000.000 Mal angesehen. Auf der Bühne benutzen Greenbeats bis zu 150 verschiedene Trommeln, die in verschiedenen Positionen angeordnet sind. Die meisten der Trommeln, die die Gruppe benutzt, sind Eigenbauten mit speziellen Klang-Eigenschaften.

## Diskografie
Alben
- 2013: greenbeats origin live (marchingmusic.de)
- 2012: greenbeats stage (marchingmusic.de / Timezone Records)
- 2017: Das Beste aus 10 Jahren (marchingmusic.de / Timezone Records)
- 2022: Orchestral Explosion (IMAscore)
- 2025: live in concert (Vinyl / IMAscore)

DVDs
- 2010: A Percussive Experience (marchingmusic.de)
- 2017: Das Beste aus 10 Jahren (marchingmusic.de / Timezone Records)

## Auftritte (Auswahl)
- Auftritt bei „Das Supertalent“ (RTL, 2013)
- Konzert mit dem Osnabrücker Symphonieorchester (7. Februar 2014, Stadthalle Osnabrück)
- Konzert „40 Jahre Umweltbundesamt“ in Berlin (2. Juli 2014)
- Tournee als Teil der Show von DJ Bobo (27 Shows, 21. April bis 5. Juni 2017)
- Auftritt bei „Willkommen bei Carmen Nebel“ (mit DJ Bobo, 5. Mai 2018)
- Auftritt im „ZDF Fernsehgarten“ (mit DJ Bobo, 6. Mai 2018)
- Konzert im Grugapark Essen (17. August 2019)
- Support-Act für u. a. Peter Maffay und Silbermond (2019)
- Kultureller Beitrag der EU-Bildungsministerkonferenz 2020
- Kurz-Tournee „Orchestral Explosion“ - greenbeats meets Orchestra (September 2023)
- Tournee mit DJ Bobo "EVOLUT30N" 2023 (26 Shows)
- Tournee „live in concert“ November 2023 (12 Shows)
- Tournee „Light It Up“ März bis Juni 2025 (37 Shows)